# Кевін Дж. Андерсон
Кевін Джеймс Андерсон (англ. Kevin James Anderson; нар. 27 березня 1962) — американський письменник-фантаст, опублікував понад 120 книг, з яких понад 50 стали бестселерами у США. Його твори перекладені 22 мовами. Всього продано понад 23 млн примірників його книг по всьому світу.

## Біографія
Народився і виріс в маленькому містечку Расін (штат Вісконсин). У вісім років на друкарській машинці батька він написав перше оповідання — «The Injection». Кевін Андерсон закінчив Університет штату Вісконсин в Медісоні з дипломом астронома, працював 12 років як технічний автор і редактор в Національній лабораторії Лоуренса Лівермора (штат Каліфорнія), де він зустрівся зі своєю майбутньою дружиною Ребеккою Моеста і з Дагом Бісоном, що стали згодом частими його співавторами.
Першу справжню розповідь опублікував у 1982 році, а в 25 років випустив свій перший роман «Resurrection, Inc.». Після того, як опублікував близько десяти науково-фантастичних романів, його помітили у Lucasfilm, де йому запропонували працювати над романами по знаменитій сазі «Зоряні війни». Його романи з трилогії про академію джедаїв потрапили в списки бестселерів у 1994 році. Він також написав і інші романи для Lucasfilm. Серія «Молоді лицарі-джедаї», написана в співавторстві з Ребекою Моеста і складається з 14 романів, потрапила в списки бестселерів New York Times. Кевін Андерсон написав три романи на тему «Секретні матеріали», які також стали бестселерами. У співавторстві з Браяном Гербертом написав дві трилогії приквелів до роману Френка Герберта «Дюна». Зараз письменник продовжує працювати над новими книгами по «Дюні», а також над своїм власним науково-фантастичним циклом «Сага Семи Сонць» і іншими творами. Потрапив до книги рекордів Гіннеса як «найплідніший на автографи автор» (в ході турне по містах США К. Андерсон дав неймовірну кількість автографів). Крім того, у співаторстві з Альфредом Е. ван Воґтом написано роман-продовження «Мисливець на сленів» (англ. «Slan Hunter», 2007) до дебютного та найвідомішого роману гроссмейстра фантастики «Слен», що фактично являє собою дописаний Андерсоном роман ван Вогта.

### У співавторстві зДагом Бісоном
- Lifeline (Лінія життя, 1990)
- The Trinity Paradox (Парадокс Трініті, 1991)
- Assemblers of Infinity (Транслятори нескінченності, 1993)
- Ill Wind (1995)
- Virtual Destruction (1996)
- Fallout (1997)
- Ignition (Запалювання, 1997)
- Lethal Exposure (Смертельна експозиція, 1998)

### Книги франшизи«Зоряні війни»
- Darksaber (Меч темряви, 1996)

The Jedi Academy trilogy (Трилогія Академія джедаїв)
- Jedi Search (У пошуках Сили, 1994)
- Dark Apprentice (Темний підмайстер, 1994)
- Champions of the Force (Лицарі Сили, 1994)

серія Young Jedi Knights (Юні лицарі-джедаї, у співавторстві з Ребекою Моестра)
1. Heirs of the Force (Спадкоємці Сили, 1995)
2. Shadow Academy (Академія тіні, 1995)
3. The Lost Ones (Загублені, 1995)
4. Lightsabers (Світлові мечі, 1996)
5. Darkest Knight (Найтемніший лицар, 1996)
6. Jedi Under Siege (Джедаї в облозі, 1996)
7. Shards of Alderaan (Осколки Альдераана, 1997)
8. Diversity Alliance (Різноманітний Альянс, 1997)
9. Delusions of Grandeur (Ілюзія Грандеура, 1997)
10. Jedi Bounty (Дар джедая, 1997)
11. The Emperor's Plague (Імперська чума, 1997)
12. Return to Ord Mantell (Повернення в Орд Мантелл, 1998)
13. Trouble on Cloud City (Неприємності у Клоуд-Сіті, 1998)
14. Crisis at Crystal Reef (Криза в Кристальному Рифі, 1998)

Оповідання відредагованні Андерсоном
- Tales from the Mos Eisley Cantina (Байки з Кантіни Мос-Ейслі, 1995)
- Tales from Jabba's Palace (Байки з палацу Джабби, 1996)
- Tales of the Bounty Hunters (Байки із Баунті Хантерс, 1996)

Довідкові твори
- The Illustrated Star Wars Universe (Ілюстрований Всесвіт Зоряних війн, 1995)
- The Essential Chronology (у співавторстві із Денієлем Уолосом, 2000)
- The New Essential Chronology

### Книги з серії «Цілком таємно»
- Ground Zero (Епіцентр, 1995) ISBN 978-0-00-225448-9
- Ruins (Руїни, 1996) ISBN 978-0-00-648253-6
- Antibodies (Антитіла, 1997) ISBN 978-0-00-224638-5

### Книги франшизиДюна
У співавторстві із Браяном Гербертом
- Приквели до «Дюни»
  - Prelude to Dune (Прелюдія до Дюни)
    - Dune: House Atreides (Дюна: Дім Атрідесів, 1999)
    - Dune: House Harkonnen (Дюна: Дім Харконенів, 2000)
    - Dune: House Corrino (Дюна: Дім Корріно, 2001)

  - Legends of Dune (Легенди Дюни)
    - Dune: The Butlerian Jihad (Дюна: Батлеріанський джихад, 2002)
    - Dune: The Machine Crusade (Дюна: Хрестовий похід машин, 2003)
    - Dune: The Battle of Corrin (Дюна: Битва за Коррін, 2004)

  - Heroes of Dune (Герої Дюни)
    - Paul of Dune (Пол з Дюни, 2008)
    - The Winds of Dune (Вітри Дюни, 2009)

  - Great Schools of Dune (Великі школи Дюни)
    - Sisterhood of Dune (Орден сестер Дюни, 2012)
    - Mentats of Dune (Ментати Дюни, 2014)
    - Navigators of Dune (Навігатори Дюни, 2016)

- Дюна 7
  - Мисливці Дюни (2006)
  - Sandworms of Dune (Піщані хробаки Дюни, 2007)

- Оповідання
  - «Dune: A Whisper of Caladan Seas»
  - «Dune: Hunting Harkonnens»
  - «Dune: Whipping Mek»
  - «Dune: The Faces of a Martyr»
  - «Dune: Sea Child»
  - «Dune: Treasure in the Sand»

У співавторстві з Френком Гербертом)
- The Road to Dune (Дорога до Дюни, 2005)

### ТрилогіяHellhole
Разом із Браяном Гербертом
- Hellhole (2011)
- Hellhole Awakening (2013)
- Hellhole Inferno (2014)

### Сага Семи Сонць
- The Saga of Seven Suns (Сага Семи Сонць)
  - Приквел: Veiled Alliances (Таємний Альянс, 2004)
  - Hidden Empire (Прихована Імперія, 2002)
  - A Forest of Stars (Зоряний ліс, 2003)
  - Horizon Storms (Шторми на горизонті, 2004)
  - Scattered Suns (Розкидані сонця, 2005)
  - Of Fire and Night (З вогню та ночі, 2006)
  - Metal Swarm (Металевий рій, 2007)
  - The Ashes of Worlds (Попіл світів, 2008)

- Трилогія The Saga of Shadows (Сага тіней)
  - The Dark Between the Stars (Темрява між зорями, 2014)
  - Blood of the Cosmos (Кров у космосі, 2015)
  - Eternity's Mind (Розум вічності) — у роботі

### СеріяDan Shamble, Zombie P.I.
- Death Warmed Over (2012)
- Unnatural Acts (2013)
- Hair Raising (2013)
- Slimy Underbelly (2014)

### Як K. J. Anderson
- Captain Nemo: The Fantastic History of a Dark Genius (Капітан Немо: Фантастична історія Темного генія, 2002)
- The League of Extraordinary Gentlemen (Ліга видатних джентльменів) — екранізований у 2003 році.
- Sky Captain and the World of Tomorrow (Небесний капітан і світ майбутнього) — екранізований у 2004 році.

### Під псевдонімами
- Highest Score (серія до серіалу Зоряний шлях: Глибокий космос 9, 1996) у співпраці із Ребекою Моестра (псевдонім — Кем Антіллес) *StarCraft: Shadow of the Xel'Naga (СтарКрафт: Тінь з Ксел'Нага, 2001) (псевдонім — Gabriel Mesta)
- The Martian War (Мартіанська війна, 2005) (псевдонім — Gabriel Mesta)

### Разом із Ребекою Моестра
- Серія Crystal Doors (Кристалеві двері)
  - Island Realm (2006)
  - Ocean Realm (2007)
  - Sky Realm (2008)
- Серія Star Challengers
  - Moonbase Crisis (2010)
  - Space Station Crisis (2011)
  - Asteroid Crisis (2011)

### Комікси
- JSA Strange Adventures #1–6 — 2005, DC Comics
- Kolchak: The Night Stalker and Dan Shamble, Zombie P.I.: Unnaturally Normal (Moonstone Books, 2016)[5]

### Інші твори
- The Last Days of Krypton (Останні дні Криптона, 2007)
- Enemies & Allies (Вороги та союзники, 2009)
- Трилогія Gamearth
  - Gamearth (Ігрозем'я, 1989)
  - Game Play (Ігри, 1989)
  - Game's End (Кінець ігор, 1990)
- Серія Terra Incognita
  - The Edge of the World (Край світу, 2009)
  - The Map of All Things (Карта Альтингу, 2010)
  - The Key to Creation (Ключ до відтворення, 2011)

## Українські переклади
- Кевін Дж. Андерсон: Хребет дракона. Книга 1. Розбудити дракона. Івано-Франківськ:MEDIASON, 2023 - 560. ISBN 978-966-97372-4-3 [1]